# Buchhof (Bindlach)
Buchhof ist ein Gemeindeteil in der Gemeinde Bindlach im Landkreis Bayreuth (Oberfranken, Bayern). Buchhof liegt in der Gemarkung Euben.

## Geografie
Die Einöde liegt unmittelbar nördlich des Forstes Sankt Georgen. Es entspringt dort der Cottenbach. Ein Anliegerweg führt 0,2 km östlich zu einer Gemeindeverbindungsstraße, die nach Schießhaus (1,3 km südlich) bzw. nach Euben verläuft (0,9 km nordwestlich).

## Geschichte
Buchhof gehörte zur Realgemeinde Haselhof. Gegen Ende des 18. Jahrhunderts bestand Buchhof aus einem Anwesen. Die Hochgerichtsbarkeit stand dem bayreuthischen Stadtvogteiamt Bayreuth zu. Das Hofkastenamt Bayreuth war Grundherr des Söldengutes.
Von 1797 bis 1810 unterstand der Ort dem Justiz- und Kammeramt Bayreuth. Mit dem Gemeindeedikt wurde Buchhof dem 1812 gebildeten Steuerdistrikt Ramsenthal und der zugleich gebildeten Ruralgemeinde Euben zugewiesen. Am 1. Januar 1978 wurde Buchhof im Zuge der Gebietsreform in Bayern nach Bindlach eingegliedert.

### Einwohnerentwicklung
| Jahr      | 001819 | 001822 | 001861 | 001871 | 001885 | 001900 | 001925 | 001950 | 001961 | 001970 | 001987 |
| Einwohner | *      | 10     | 9      | 14     | 7      | 13     | 11     | 14     | 13     | 10     | 5      |
| Häuser    |        | 1      |        |        | 2      | 2      | 2      | 1      | 2      |        | 1      |
| Quelle    | [ 9 ]  | [ 6 ]  | [ 10 ] | [ 11 ] | [ 12 ] | [ 13 ] | [ 14 ] | [ 15 ] | [ 16 ] | [ 17 ] | [ 1 ]  |

## Religion
Buchhof ist evangelisch-lutherisch geprägt und nach St. Bartholomäus (Bindlach) gepfarrt.